# Michał Romanowicz
Michał Romanowicz (ros. Михаил Романович, zm. 1264) – książę brański.
Był synem księcia briańskiego i wielkiego księcia czernihowskiego Romana Michajłowicza Starego i Anny. 
W 1264 roku wspominany jest jako książę briański. Na pewno w 1263 r. otrzymał udział od ojca jaki przeszedł od Czernihowa. W tym samym 1264 r. jako książę briański jest wymieniony jego brat Oleg. Z pewnością Michał zmarł bliżej 1264 r. jeszcze za życia swego ojca, bo jego następcy utrzymali tylko briańską dzielniczkę Osowik na granicy  ziemi czernihowskiej i smoleńskiej. Część ta została zachowana przez następców Michała, po przejściu Księstwa Briańskiego do książąt dynastii smoleńskiej. 
Od Michała Romanowicza wywodzi się linia rodowa książąt Osowickich. 
Książę Michał Romanowicz Osowicki vel Ossowicki jest wspominany również bliżej 1300 r., najbardziej wiarygodnym jest, że jest wnukiem briańskiego księcia Michała Romanowicza co pozwala przypuścić istnienie Romana Michałowicza Osowickiego, jaki żył w ostatniej, trzeciej części XIII w. Następny książę z tej linii rodowej - Iwan Michałowicz Osowicki jest wspominany w 1482 r., mógł być prawnukiem Michała Romanowicza.